# Бугай, Эльвира Хакимьяновна
Бугай, Эльвира Хакимьяновна (род. 2 декабря 1977, Миньяр, РСФСР, СССР) — российский политический и общественный деятель, глава города Нефтеюганска с 27 ноября 2021 года по 11 апреля 2024 года.

## Биография
Эльвира (Бугай) Хуснутдинова родилась 2 декабря 1977 года в городе Миньяр. Первым местом работы был Миньярский метизно-металлургический завод. В родном городе вышла замуж.
В 2005 году окончила Уфимский государственный авиационный технический университет, факультет экономики и управления. В 2000-х годах переехала в семья Бугай переехала в ХМАО.
2014—2021, главный бухгалтер ООО «СеверЭкоСервис»
2016—2021, депутат городской думы Нефтеюганска VI и VII созывов
С 27 ноября 2021 занимала должность мэра Нефтеюганска. В 2023 году произошёл конфликт с некоторыми чиновниками региона, против Эльвиры развернулась компания в СМИ. 11 апреля 2024 года покинула эту должность «по семейным обстоятельствам».